# Парун, Весна
Весна Парун (10 апреля 1922, Зларин, близ Шибеника, Королевство сербов, хорватов и словенцев — 25 октября 2010, Стубичке-Топлице, Хорватия) — хорватская поэтесса.

## Биография
В 1946 году окончила философский факультет Загребского университета. Печатается с 1945 года.
Первые сборники её стихов «Зори и вихри» (1947), «Стихи» (1948) отражают патриотические чувства, связанные с возрождением страны в послевоенное время. В дальнейшем гражданская ликрика сочетается с любовной: сборники «Чёрная маслина» (1955), «Верная выдрам» (1957), «Коралл, возвращенный морю» (1959) и др. В сборниках «Ветер Фракии» (1964), «Гонг» (1966), «Заколдованный дождь» (1969), «Сто сонетов» (1972), «Апокалиптические басни» (1976) и других возвращается к чёткому ритму, метафорически богатому и в то же время ясному языку. Автор многих книг для детей.